# Santopadre
Santopadre är en ort och kommun i provinsen Frosinone i regionen Lazio i Italien. Kommunen hade 1 297 invånare (2018).